# Hartweizen
Der Hartweizen (Triticum durum Desf.), auch Durum, Durumweizen oder Glasweizen genannt, ist nach Weichweizen (Triticum aestivum) die wirtschaftlich bedeutendste Weizen-Art. Der Anbau erfolgt in der Regel als Sommergetreide. Er wird heute meist als Unterart Triticum turgidum subsp. durum (Desf.) Husnot eingestuft.

## Beschreibung

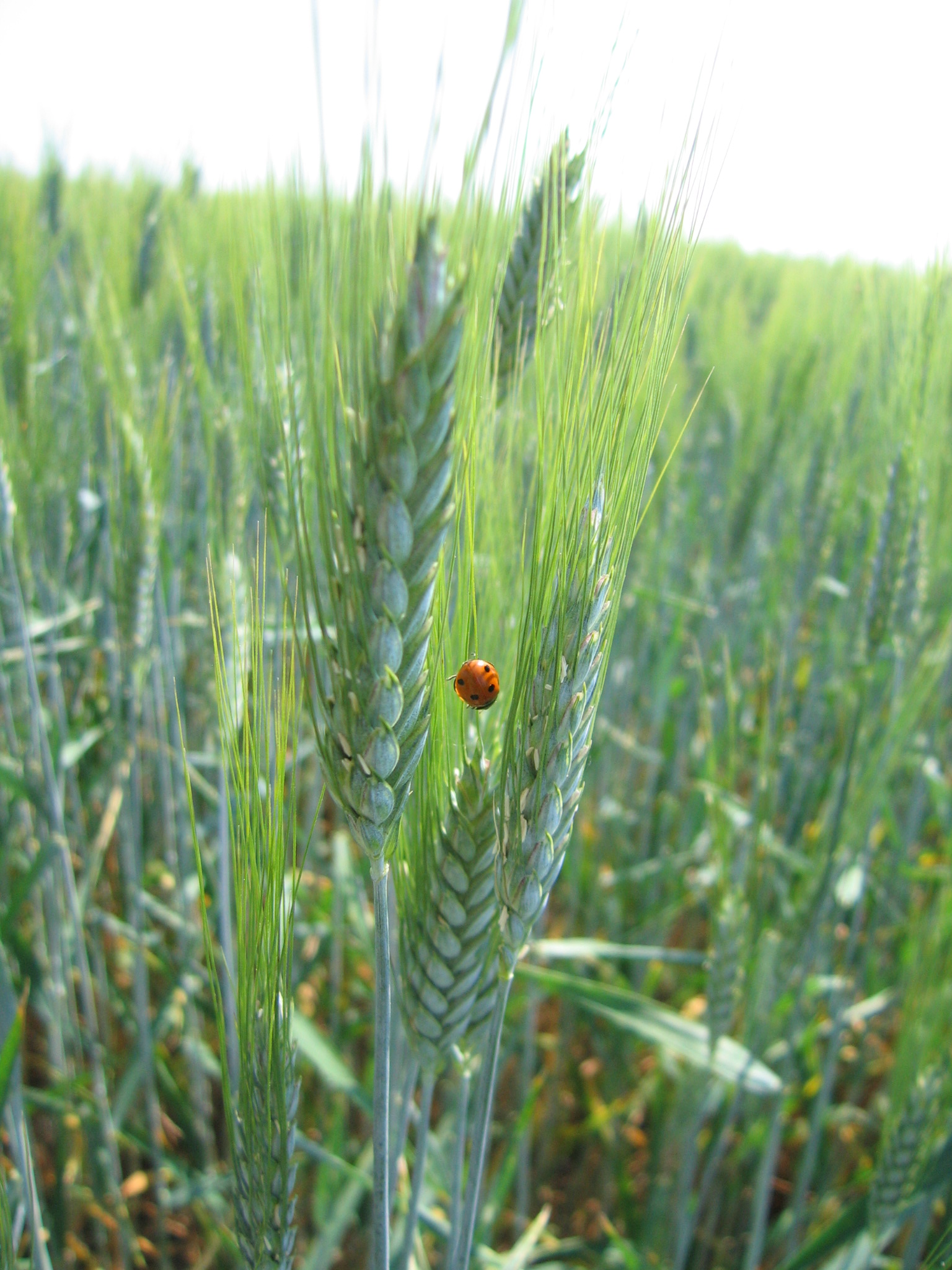
Ährige Blütenstände

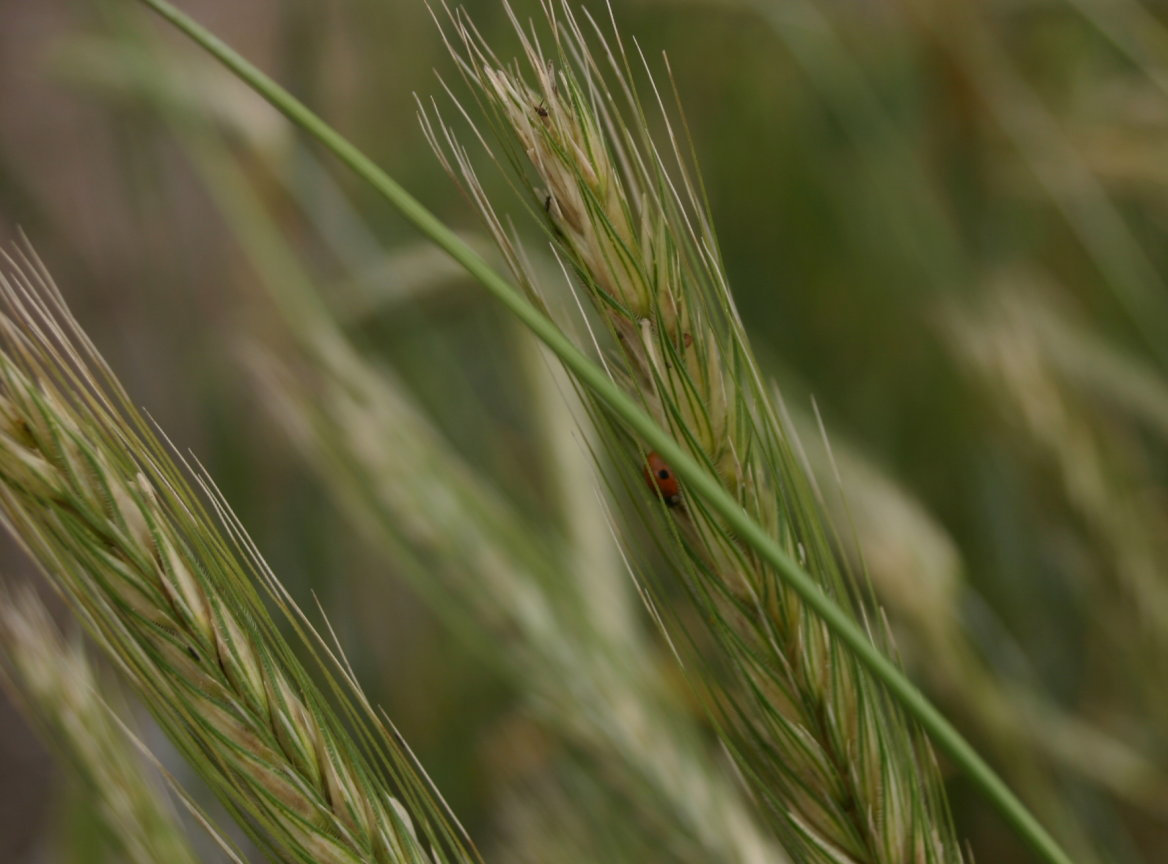
Unreife Fruchtstände

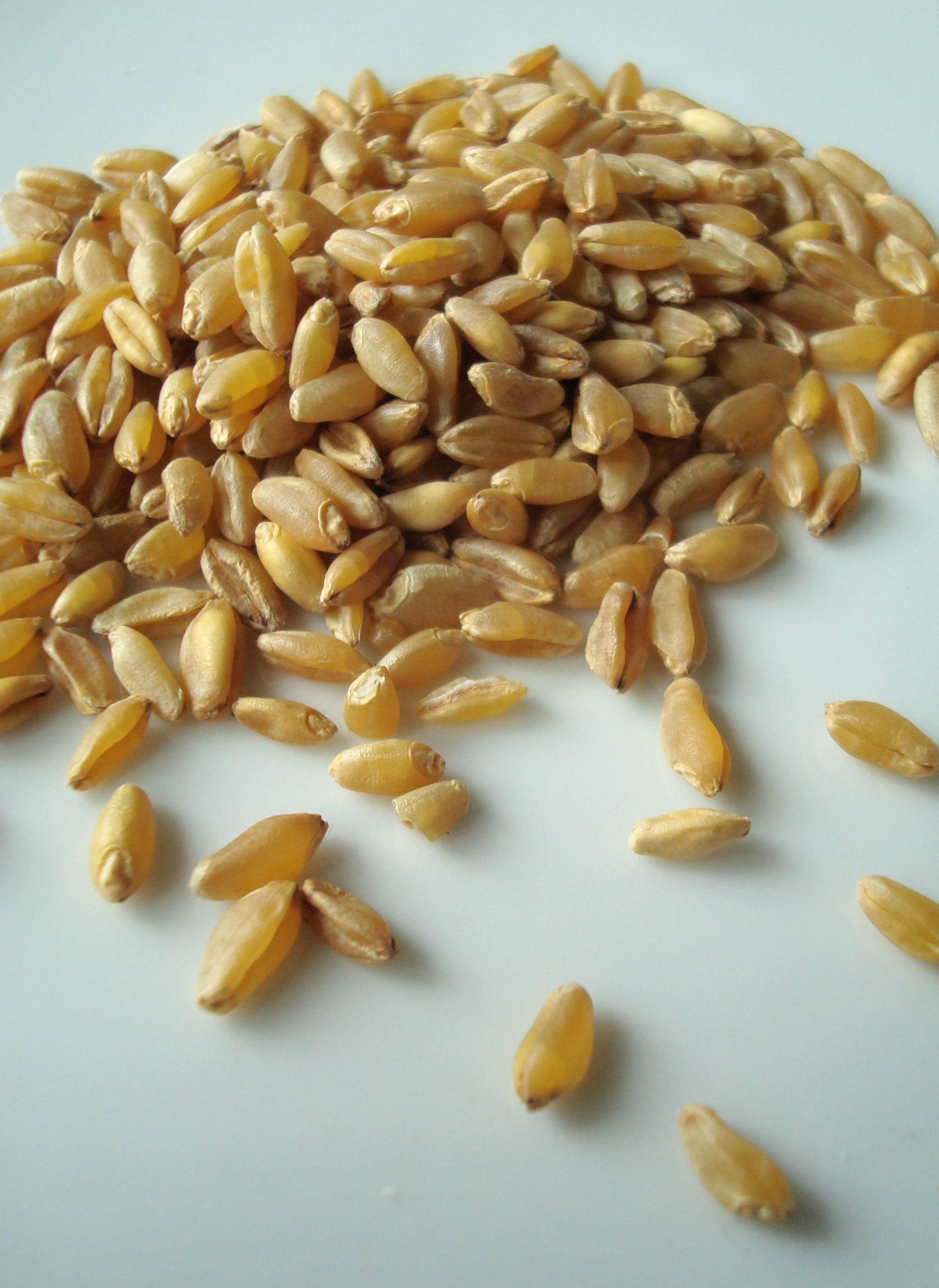
Hartweizenkörner

### Vegetative Merkmale
Hartweizen wächst als krautige Pflanze und erreicht Wuchshöhen von 80 bis 150 Zentimetern. Der Halm ist dickwandig und im oberen Bereich mit Mark erfüllt. Die Knoten sind kahl. Die Blattspreiten sind 8 bis 16 Millimeter breit und kahl oder die unteren sehr kurz behaart.

### Generative Merkmale
Der ährige Blütenstand misst ohne Grannen 4 bis 6 Zentimeter, bei einer Breite von 12 bis 18 Millimetern. Er ist seitlich zusammengedrückt und im Querschnitt annähernd ein Quadrat. Die Ährenachse ist zur Reife nicht brüchig, der Hartweizen ist also ein Nacktweizen. An der Ansatzstelle der Ährchen sitzen Haarbüschel. Die Ährchen enthalten vier bis sieben Blüten, von denen zwei bis vier fertil sind. Das Ährchen ist 10 bis 15 Millimeter lang, dabei länger als breit. Die Hüllspelzen sind 9 bis 12 mm lang und damit fast so lang wie das unterste Blütchen. Sie sind häutig und scharf bis flügelig gekielt. Der Kiel läuft in einen aufrechten Zahn aus. Der Nebenkiel läuft in einen seitlichen Zahn aus. Die Deckspelzen haben neun bis 15 Nerven, sind höchstens 12 Millimeter lang und tragen eine bis zu 20 Zentimeter lange Granne.
Die Karyopse ist länglich-spitz. Sie ist von der Deck- und Vorspelze locker umhüllt und fällt zur Reife aus der Ähre aus. Das Endosperm ist glasig.
Der Chromosomensatz ist allopolyploid mit 2n = 28.
Charakteristisch für Hartweizen sind sein hoher Glutengehalt, die gelbe Färbung und eine hohe Kochfestigkeit. Er weist einen höheren Proteingehalt und gleichzeitig niedrigere Stärkegehalte auf als Winterweichweizen.

## Durchschnittliche Zusammensetzung
Die Zusammensetzung von Hartweizen schwankt naturgemäß, sowohl in Abhängigkeit von den Umweltbedingungen (Boden, Klima) als auch von der Anbautechnik (Düngung, Pflanzenschutz).
Angaben je 100 g essbarem Anteil:
| Bestandteile  |          |
| ------------- | -------- |
| Wasser        | 10,9 g   |
| Eiweiß        | 13,7 g   |
| Fett          | 2,5 g    |
| Kohlenhydrate | 71,1 g 1 |

| Mineralstoffe |        |
| ------------- | ------ |
| Natrium       | 2 mg   |
| Kalium        | 431 mg |
| Magnesium     | 144 mg |
| Calcium       | 34 mg  |
| Eisen         | 3,2 mg |
| Zink          | 4,2 mg |
| Phosphor      | 508 mg |

| Vitamine          |          |
| ----------------- | -------- |
| Retinol (Vit. A1) | 0 µg     |
| Thiamin (Vit. B1) | 0,419 mg |
| Vitamin B6        | 0,419 mg |
| Folsäure          | 43 µg    |
| Vitamin C         | 0 mg     |

1 mg = 1000 µg
Der physiologische Brennwert beträgt 1424 kJ (339 kcal) je 100 g essbarem Anteil.

## Verbreitung
Hartweizen ist nur als Kultur bekannt. Entstanden ist er vermutlich aus dem Emmer (Triticum dicoccon). Er ist wärmeliebend und benötigt weniger als 500 mm Jahresniederschlag. Wichtige Anbaugebiete sind der Mittelmeerraum und Vorderasien.
Die ökologischen Zeigerwerte nach Landolt et al. 2010 sind in der Schweiz: Feuchtezahl F = 2 (mäßig trocken), Lichtzahl L = 4 (hell), Reaktionszahl R = 4 (neutral bis basisch), Temperaturzahl T = 4+ (warm-kollin), Nährstoffzahl N = 3 (mäßig nährstoffarm bis mäßig nährstoffreich), Kontinentalitätszahl K = 4 (subkontinental).
Hartweizen stellt etwa 10 % der Weltweizenmenge. Die wichtigsten Anbauländer in Europa für Hartweizen waren 2007 Italien (4 Mio. t), Frankreich (1,9 Mio. t), Spanien (1,2 Mio. t) und Griechenland (0,9 Mio. t). In Deutschland wurden im selben Jahr 38.000 t und in Österreich 53.000 t geerntet.
Die in Deutschland aktuell (2014) zugelassenen Hartweizensorten (6 Winter- und 10 Sommerhartweizensorten) werden in der Beschreibenden Sortenliste des Bundessortenamtes aufgeführt.

## Taxonomie
Der Hartweizen wurde 1798 durch René Louiche Desfontaines in Flora Atlantica: sive historia plantarum quae in Atlante, agro tunetano et algeriensi crescunt Band 1(1), S. 114 als Triticum durum erstbeschrieben. Die Art wurde 1899 von Husnot in Graminees. Descriptions, Figures et Usages ... France, Belgique, Isles Britanniques . . ., Band 4, S. 80 als Unterart Triticum turgidum subsp. durum zu Triticum turgidum gestellt. Synonyme von Triticum turgidum subsp. durum (Desf.) Husnot sind Triticum sativum subsp. durum (Desf.) K.Richt., Triticum aestivum subsp. durum (Desf.) Thell., Triticum siculum Roem. & Schult.

## Nutzung
Der Hartweizen ist besonders proteinreich (Durchschnittsgehalt etwa 16 %). Aus dem Grieß oder Dunst des Hartweizens lassen sich elastische Teige gewinnen, die sich besonders zur Herstellung von Teigwaren, insbesondere zur klassischen italienischen Pasta eignen. Auch Couscous und Bulgur werden aus Hartweizen hergestellt. Brot lässt sich aus Hartweizen herstellen, jedoch ist dafür Weichweizenmehl die kostengünstigere und leichter verfügbare Option.

## Sonstiges
In der Europäischen Union übersteigt der Verbrauch die Produktion. Um den Preis dennoch niedrig zu halten, besteht auf Hartweizen Ausfuhrzoll – derzeit (Stand Mai 2016) der einzige der EU.

## Belege
- Siegmund Seybold (Hrsg.): Schmeil-Fitschen interaktiv (CD-Rom), Quelle & Meyer, Wiebelsheim 2001/2002, ISBN 3-494-01327-6.